# Ace Combat 7: Skies Unknown
Ace Combat 7: Skies Unknown è un videogioco di genere arcade aereo, sviluppato da Namco Project Aces per PlayStation 4, PC e Xbox One. È stato pubblicato da Namco Bandai Games il 18 gennaio 2019 per console e il 1º febbraio dello stesso anno per PC. Su PlayStation 4 il gioco presenta anche funzionalità di realtà virtuale tramite PlayStation VR. Una versione per Nintendo Switch è stata pubblicata ad estate 2024.
Annunciato durante la PlayStation Experience 2015 tenutasi a San Francisco, si tratta dell'ottavo capitolo canonico della serie Ace Combat.

## Sviluppo
La sceneggiatura è stata affidata a Sunao Katabuchi, che ha collaborato già con il team di Project Aces per i capitoli Ace Combat 5: The Unsung War e Ace Combat: Distant Thunder.
Il comparto audio è stato affidato a Keiki Kobayashi, l'autore della colonna sonora di Ace Combat 5: The Unsung War, Ace Combat Zero: The Belkan War, Ace Combat 6: Fires of Liberation e Ace Combat: Assault Horizon.
L'esistenza del nuovo capitolo è stata accennata con un'immagine promozionale per il 20simo anniversario della saga di Ace Combat recante la scritta "ACES even challenge the true sky" (gli assi affrontano anche il vero cielo) che nascondeva il messaggio "ACE S-even" ovvero un riferimento al futuro settimo capitolo, come rivelato in seguito dal brand director Kazutoki Kono.
La data di uscita del gioco è stata posticipata al 2019 durante lo sviluppo.
Il brand director Kazutoki Kono ha inoltre reso noto su Twitter che il gioco avrebbe ricevuto un pass stagionale e 6 DLC, ovvero 3 aerei originali e 3 missioni. Il 6 febbraio 2019 è stato svelato il primo trailer dei contenuti del pass stagionale sul canale YouTube ufficiale della Namco Bandai e, in seguito, i contenuti dei primi 3 DLC sono stati resi noti.

## Modalità di gioco
In Skies Unknown le meccaniche di gioco tornano ad essere simili a quelle usate nei capitoli pubblicati per Playstation 2, abbandonando completamente la modalità DFM introdotta in Ace Combat: Assault Horizon
La novità significativa in fatto di gameplay è rappresentata dalle nuvole completamente renderizzate dalla tecnologia trueSKY™, che variano dai cumuli fino ai cumulonembi di tempesta. Le nuvole assumono un ruolo importante all'interno delle missioni: esse possono compromettere la stabilità dell'aeromobile oppure ghiacciare il cruscotto, riducendo notevolmente la visibilità, ma permettono anche di eludere i missili che le attraversano, rivelandosi utili per evadere da eventuali agganci.
Un'altra novità è l'introduzione delle manovre post-stallo che possono essere effettuate con determinati aerei e permettono di eseguire Kulbit, Cobra di Pugačëv, Cobra Turn o virate di Immelman, oltre alle tradizionali virate a coltello.
Analogamente al titolo precedente, Infinity, la progressione avviene mediante un albero degli aerei in cui è possibile sbloccare nuovi aeromobili, parti con cui migliorare le prestazioni del proprio veicolo e un'ampia gamma di armi speciali, che vanno dalle bombe a grappolo fino ai raggi laser tattici.
Ogni aereo possiede di default una mitragliatrice (GUN o PLSL nel caso del RAVEN), dei missili AIM-9 Sidewinder (MSL), una riserva di flares e chaffs (FLR) , un'arma speciale a scelta fra le 3 disponibili e 8 parti (alettoni, software di bordo, equipaggiamento stealth ecc.) che influiscono sulla performance del veicolo (aumentare la velocità dell'aereo, riparare i danni, aumentare il numero massimo delle armi equipaggiate ecc. ecc.). Il numero delle munizioni varia a seconda della difficoltà scelta dal giocatore ed in alcune missioni specifiche è possibile rifornirsi e cambiare armamento presso una base o una portaerei.
Come nei precedenti capitoli della saga, sono presenti degli "assi" ovvero degli aerei unici che compaiono solo nelle difficoltà normale e difficile, facilmente distinguibili dagli altri aerei per il nome che appare sull' HUD una volta puntati (ad esempio SU-57 CALAMITY). Abbattere questi aerei permette di sbloccare una verniciatura unica per un determinato veicolo.

### VR
Ace Combat 7 è il primo capitolo della saga a fare uso del Visore VR dedicandogli una campagna separata composta da 3 missioni e 4 aerei controllabili: l'F-18F Super Hornet, il Su-30M2 Flanker-F2, l'A-10C Thunderbolt II e l'F-22A Raptor. Questa modalità supporta il PlayStation VR mentre gli altri visori, come l'Oculus Rift, riceveranno la compatibilità solo nel 2020.
Sono presenti inoltre una modalità Show Aereo in cui è possibile scegliere ed osservare da una portaerei diverse manovre acrobatiche e la modalità Volo Libero dove è invece possibile volare a scelta in una delle tre ambientazioni delle missioni senza nemici oppure obbiettivi.

### Multigiocatore
Il comparto multigiocatore presenta due modalità: Team Deathmatch, dove squadroni di 4 giocatori si affrontano a squadre, e Battle Royale, modalità tutti contro tutti dove vince il giocatore che riesce ad accumulare più punti entro la fine del match. A differenza di quanto avviene nel precedente capitolo, Infinity, non è presente una modalità cooperativa Giocatori contro NPC. Nel multiplayer è possibile usare tutti gli aerei e le parti sbloccate all'interno dell'albero degli aerei con l'aggiunta di parti esclusive per questa modalità. Esistono 50 gradi che possono essere raggiunti avanzando di livello; inoltre è possibile sbloccare degli emblemi, dei soprannomi e delle mimetiche raggiungendo determinati traguardi (ad esempio vincendo una partita Battle Royale o abbattendo 50 nemici).

## Ambientazione
Gli eventi del gioco sono ambientati nel mondo alternativo chiamato Strangereal (introdotto in Ace Combat: Distant Thunder) e le nazioni presenti nel conflitto sono controparti più o meno evidenti di nazioni esistenti nel mondo reale, come ad esempio la Federazione di Osea, controparte degli Stati Uniti, oppure il Regno di Erusea, che ricorda la Francia e l'Italia.
Gli eventi del gioco si svolgono nel 2019 nel continente di Usea. Dopo la fine della guerra Circum-Pacifica il 48simo presidente della Federazione oseana, Vincent Harling, decide di finanziare la costruzione di un ascensore spaziale internazionale (chiamato anche ISEV o Lighthouse) nella città di Selatapura, definito come un "ponte di pace" per promuovere la cooperazione fra le nazioni. Per difendere l'ascensore vengono costruiti due enormi fortezze volanti in grado di lanciare e trasportare una grande quantità di droni, che prendono il nome di Arsenal Birds. Il Regno di Erusea, nato in sostituzione del precedente regime a seguito della sconfitta del paese nella guerra continentale, prende la costruzione della Lighthouse e degli Arsenal Birds come un attacco alla sua sovranità e un tentativo da parte della Federazione dell'Osea di imporre il proprio controllo sugli stati dell'Usea. Nonostante gli sforzi di Harling per mantenere la pace tra il Regno di Erusea, la Federazione Oseana e i paesi ospitanti truppe di peacekeeping della IUN, organizzazione transnazionale nata a seguito della guerra continentale per mantenere la pace tra i paesi dell'Usea, a seguito di un attacco a sorpresa effettuato con droni sui principali porti oseani l'Erusea dichiara guerra alla Federazione nel maggio del 2019, dando inizio alla Guerra della Lighthouse.
La cronologia e i fatti della storia sono narrati da due punti di vista, quello di Avril Mead, pilota civile abbattuto e recluso all'inizio della guerra e quello del Dr. Shroeder, scienziato belkano incaricato di sviluppare la tecnologia dei droni per conto dell'EASA.

## Trama
Il protagonista è Trigger, inizialmente noto come Mage 2, pilota dello squadrone Mage delle forze aeree della IUN che viene mandato ad intercettare un gruppo di bombardieri che ha attaccato l'Isola di Fort Grays, dove è attraccata parte della flotta Oseana. Subito dopo l'abbattimento di tutti gli aerei ostili la principessa dell'Erusea Rosa Cossette D'Elise dichiara guerra all'Osea. L'Erusea riesce a conquistare, in un breve lasso di tempo, buona parte del continente, lasciando all'IUN solo la parte sud-orientale dell'Osea e impossessandosi anche della Lighthouse e dei due Arsenal Birds. Ciò avviene grazie all'enorme numero di UAV in mano al Regno, che gli permettono di ottenere in breve tempo il predominio aereo. A complicare ancora di più la situazione dell'Osea c'è la risposta dell'opinione pubblica ad un raid aereo effettuato dalla portaerei oseana Kestrel II su Farbanti, la capitale eruseana, che, al contrario degli attacchi aerei Eruseani, provoca diverse vittime civili. Il comando aereo oseano nota le capacità di Trigger, che viene inviato a Selatapura insieme ad altre squadriglie IUN nel tentativo di recuperare l'ex presidente della Federazione Oseana Harling, rimasto bloccato nell'ISEV durante una visita ufficiale iniziata poco prima della guerra. Sul luogo interviene l'Arsenal Bird Liberty che inizia a lanciare orde di droni contro le forze aeree IUN, scatenando un caotico combattimento che si conclude con l'abbattimento dell'aereo che Harling stava utilizzando per fuggire. 
Trigger sembra essere colui che ha compiuto fuoco amico, di conseguenza viene giudicato colpevole dell'assassinio di Harling e assegnato al battaglione di disciplina  "Spare" della 444ª divisione oseana a Zapland, una prigione adibita a base-fantoccio con l'obiettivo di far credere agli eruseani di star bombardando una vera base IUN. In questa prigione è reclusa anche Avril Mead, figlia di un pilota militare oseano, che ha passato 8 anni a riparare un F-104 insieme a suo nonno. Riesce a far decollare e volare l'aereo, ma viene scambiata per un pilota eruseano delle forze aeree oseane e di conseguenza abbattuta. Viene accusata di aver violato le leggi di volo in tempo di guerra e per via delle sue capacità nella manutenzione degli aerei viene trasferita a Zapland con l'ordine di riparare i caccia che, durante gli attacchi aerei alla prigione, vengono utilizzati dai prigionieri. I prigionieri iniziano ad essere mandati in missione ed in una di queste Trigger si confronta per la prima volta con Mister X, il soprannome di Mihaly A. Shilage, erede al trono del Granducato di Shilage che, a seguito dell'occupazione del suo paese da parte dell'Erusea, rifiutò di mantenere il titolo nobiliare entrando a far parte dell'aeronautica eruseana e diventando un asso dell'aviazione che sta venendo utilizzato dal Dr. Schroeder per raccogliere i dati necessari allo sviluppo dei droni. Successivamente, durante un attacco alle installazioni radar sulle montagne Waiapolo, la squadriglia Spare viene attaccata da un gruppo di F/A-18F con le livree di Osea e scopre che l'Erusea è in grado di manomettere l'IFF dell'Osea. Tuttavia Spare 11 (Tabloid) suggerisce agli altri piloti di mettersi in formazione attorno a Trigger e di far designare dall'AWACS Bandog gli altri aerei come ostili, riuscendo così ad abbatterli (nonostante uno degli arsenal bird gli lanciasse contro missili a onde d'urto). Tuttavia dopo la battaglia Bandog dice che è rimasto ancora un ostile sul radar e Count (un altro prigioniero che si è dimostrato un pilota eccezionale) lo abbatte, solo per scoprire che si trattava di Full Band, un loro alleato. Bandog si giustifica spacciandolo per un incidente. A seguito di questa missione Trigger e Count, devono scortare l'aereo del comandante della loro base (il colonnello McKinsey) in territorio Oseano e qui Trigger riesce anche ad abbattere un drone sperimentale dell'Erusea, per poi essere raggiunto da Wiseman e dal suo squadrone (che avevano precedentemente incontrato nella valle di Yinshii). Per le loro azioni Trigger e Count vengono assegnati rispettivamente allo Squadrone Strider e allo Squadrone Cyclops dell'LRSSG (Long Range Strategic Strike Group), un'unità militare con il compito di attaccare obiettivi prioritari direttamente in territorio eruseano. Avril e gli altri prigionieri vengono invece mandati a combattere sull'Isola di Tyler, contesa dalle forze eruseane e oseane. 
A seguito della distruzione dell'imponente flotta Njord a Snider's Top il LRSSG supporta le truppe oseane a Stonehenge (già comparso in Ace Combat: Distant Thunder), nel mentre che un team di specialisti ripara l'unica railgun sopravvissuta al raid condotto dall'ISAF durante la guerra continentale. Ciò viene fatto per attirare l'Arsenal Bird Liberty nei pressi della struttura e abbatterlo proprio utilizzando il cannone a rotaia, restringendo enormemente il raggio d'azione delle truppe eruseane. 
Dopo diverse operazioni condotte al fine di indebolire l'Erusea (inclusa la distruzione di una base per missili balistici) il LRSSG prende parte alla battaglia di Farbanti, la capitale del Regno, che vede anche l'intervento di Mihaly. Proprio quando sta per essere abbattuto da Trigger le truppe perdono qualsiasi contatto con il comando oseano e l'IFF smette di funzionare. L'AWACS Long Caster spiega che l'Osea aveva intenzione di distruggere i satelliti dell'Erusea per far piombare nel caos la loro catena di comando. L'Erusea aveva però intenzione di fare la stessa cosa con i satelliti dell'Osea: ciò causa una reazione a catena che porta alla distruzione anche dei satelliti civili e al blocco globale delle telecomunicazioni. Isolati e senza ordini, il LRSSG decide di dirigersi verso una Anchorhead in pieno conflitto tra conservatori, favorevoli ad una tregua tra le parti, radicali, che vogliono utilizzare i droni per prolungare il conflitto, e truppe dell'Osea. Trigger si trova a dover scortare il generale eruseano Labarthe, favorevole ad un armistizio, il quale spiega che dietro all'inizio delle ostilità c'è un gruppo di giovani ufficiali estremisti dell'esercito eruseano che, utilizzando la tecnologia di Belka (paese già comparso in Ace Combat: Squadron Leader ed Ace Combat: The Belkan War) per sviluppare droni estremamente avanzati, influenzando la famiglia reale e uccidendo Harling manomettendo l'IFF e facendo incolpare Trigger, hanno causato l'escalation. Labarthe viene evacuato ma il suo elicottero viene erroneamente abbattuto dalle forze oseane.
Il LRSSG decide di dirigersi all'Isola di Tyler per verificare la situazione, solo per ritrovarsi nel mezzo di un caotico scontro tra conservatori, radicali e truppe oseane in ritirata. Sull'isola si trovano anche Avril e Rosa, il cui aereo è precipitato sull'isola, insieme ad un gruppo di rifugiati e disertori che vengono salvati da Trigger, che distrugge le forze eruseane nell'area. Inoltre copre la ritirata delle truppe oseane e distrugge le navette di rifornimento destinate all'Arsenal Bird Justice. A corto di rifornimenti il LRSSG si dirige a Shilage, patria di Mihaly che si è proclamata indipendente insieme alla confinante Repubblica di Voslage sfruttando la caotica situazione del Regno di Erusea. Inizia così un combattimento con lo squadrone Sol, i compagni di Mihaly, che interviene a bordo di un X-02S Strike Wyvern, un aereo sperimentale dell'Erusea già visto anche in Ace Combat 5 (dove si chiamava X-02 Wyvern). Mihaly ordina ai compagni di ritirarsi ed ingaggia un dogfight con Trigger, che riesce ad abbatterlo. Mihaly dice di essersi pentito di aver favorito lo sviluppo dei droni e chiede a Trigger di mettere fine alla loro produzione.
Avril, Rosa e il gruppo di rifugiati e disertori si dirigono all'ISEV. Una coalizione di ciò che rimane delle forze aeree eruseane e oseane ingaggia l'Arsenal Bird Justice in combattimento che, grazie alla disattivazione del suo sistema di protezione da parte di Rosa, viene abbattuto. Due droni sperimentali di tipo ADF-11F RAVEN, soprannominati Hugin e Munin, entrano nello spazio aereo abbattendo diversi aerei dell'alleanza. Trigger riesce ad abbatterne uno, ma l'altro entra nel tunnel sotterraneo che collega l'ISEV a Selatapura nel tentativo di inviare i dati di costruzione dei droni alle altre fabbriche. Trigger e Count lo seguono e il primo riesce ad abbattere il drone, uscendo con successo dall'ISEV e mettendosi in formazione con gli altri aerei.
Infine si sentono le comunicazioni di Kei Nagase (una pilota dello squadrone Razgriz apparsa in Ace Combat 5 e ora comandate dell'astronave Pilgrim 1) tornare da una missione dallo spazio. 

### DLC
Le tre missioni scaricabili sono ambientate a cavallo degli eventi della campagna principale, poco prima della Seconda Battaglia di Farbanti (più precisamente tra l'attacco alla base missilistica e il raid a Cape Rainy). Gli eventi dei DLC ruotano intorno al sottomarino nucleare di classe Super-Scinfaxi Alicorn ed il suo capitano, Mathias Torres (già capitano della corazzata Tanager, apparsa nella missione Invincible Fleet in Ace Combat: Distant Thunder). Durante l'Operazione Sighthound Trigger e l'LRSSG vengono assegnati a scortare la flotta alleata incaricata di catturare l'Alicorn.  A metà dell'operazione, appare la squadriglia Mimic, una squadriglia dei mercenari Scream e Rage, con l'obiettivo di eliminare Trigger, ma vengono costretti alla fuga. La flotta alleata raggiunge finalmente l'Alicorn, tuttavia quest'ultimo riesce a distruggere le navi alleate ed a fuggire subito dopo aver lanciato lo squadrone SACS, composto da 4 Rafale il cui capitano è equipaggiato con un missile cruise. L'LRSSG riesce a fermare lo squadrone SACS, facendosi tuttavia scappare il sottomarino. Successivamente, l'LRSSG lancia un attacco al porto militare di Anchorhead, dove le forze oseane, sebbene in numeri ridotti, riescono a decimare gran parte delle forze navali erusiane. Tuttavia l'operazione viene interrotta dal fuoco dei lanciatori elettromagnetici dell'Alicorn e il ritorno della squadriglia Mimic, che viene eliminata definitivamente. Nella missione conclusiva vengono rivelate le intenzioni di Torres: raggiungere le coste oseane a bordo dell'Alicorn e sparare una o più bombe nucleari sulla capitale oseana Oured mediante un'enorme cannone elettromagnetico, il giorno in cui nella capitale si tengono le parate commemorative per l'anniversario della fine della guerra continentale (il 19 settembre). Trigger e il resto dell'LRSSG sono incaricati di fermare il sottomarino, prima invidiuandolo con l'aiuto di alcuni aerei antisommergibile. che sganciano delle boe sonar nell'area e con un MAD (rilevatore di anomalie magnetiche) installato sull'aereo di Trigger, poi una volta individuato, lasciando che la flotta lanci delle bombe VL Asroc pee forzarlo a emergere. Quando tuttavia l'Alicorn viene a galla inizia ad aprire il fuoco contro le forze oseane, che vengono rapidamente decimate dai lanciatori elettromagnetici. Alla fine le forze oseane riescono ad immobilizzare il sottomarino distruggendo i suoi 4 serbatoi di zavorra e svariate delle sue armi. Il capitano Torres dichiara la resa e l'AWACS Long Caster ordina di non sparare piu. In realtà si rivela un bluff per guadagnare tempo così da sparare un primo ordigno nucleare. Trigger interviene riuscendo a colpire l'enorme cannone elettromagnetico, facendolo abbassare, mancando così il bersaglio. Torres, tuttavia ordina di caricare la seconda testata ma questa volta Trigger colpisce direttamente la base del cannone che, esplodendo, spezza in due il sottomarino, uccidendo Torres e tutto il resto dell'equipaggio.

### VR
Gli eventi della modalità VR si svolgono nel 2014 (5 anni prima rispetto ad Ace Combat 7) e il personaggio controllato dal giocatore torna ad essere Mobius 1, asso dell'ISAF già protagonista di Ace Combat: Distant Thuder e della modalità Arcade di Ace Combat: Squadron Leader. A seguito della fine della Guerra Circum-Pacifica le forze dell'organizzazione ribelle Free Erusea riescono ad impossessarsi di una grande quantità di armi e rifornimenti diventando sempre di più una vera e propria minaccia. Per non compromettere la stabilità del continente Useano viene creato lo IUN-PKF a cui vengono assegnati dei piloti veterani della guerra continentale, tra cui anche Mobius 1. Nelle tre missioni presenti nella campagna il giocatore deve scongiurare l'avvento di una nuova guerra eliminando le forze ribelli e affrontando lo squadrone Ghost, gli assi di Free Erusea.

## Aerei
Gli aerei controllabili dal giocatore sono in tutto 47 (28 sono disponibili con il gioco base, 19 sono ottenibili tramite DLC come l'F-4E Phantom II, disponibile inizialmente per chi ha prenotato il gioco e in seguito tramite apposito DLC) e sono divisi in caccia, multiruolo e attacco a terra. Essi sono divisi per paese di appartenenza all'interno dell'albero degli aerei, che si snoda in tre rami principali: aerei americani/giapponesi, aerei di nazioni europee e aerei sovietici/russi.
- Caccia: si tratta di aerei designati per missioni di superiorità aerea di cui fanno parte, tra gli altri, l'F-16C Fighting Falcon, l'F-15C Eagle, l'F-22A Raptor, il Typhoon, il MiG-29A Fulcrum e il Su-37 Terminator. A questa categoria appartengono anche i tre aerei fittizi dei DLC ovvero l'ADF-11F RAVEN e l'ADF-01 FALKEN[17]. Inoltre compare anche un quarto aereo fittizio, l' X02S Strike Wyvern.
- Multiruolo: fanno parte di questa categoria aerei che possono svolgere sia missioni di attacco a terra che di supremazia aerea; alcuni esempi sono l'F-2A Viper Zero, l'F-35C Lightning II, il Mirage 2000-5, il Su-47 Berkut e l'ADFX-01 Morgan[17].
- Attacco a terra: questa categoria comprende aerei in grado di fornire supporto aereo ravvicinato e comprende, per esempio, l'A-10C Thunderbolt II e il Su-34 Fullback[17].
- Non controllabili dal giocatore: si tratta di una serie di aerei fittizi e non, bombardieri, elicotteri, droni, AWACS e cargo che appaiono nella campagna ma non possono essere pilotati; alcuni esempi per ogni categoria sono i due Arsenal Birds (Liberty e Justice), l'AV-8B Harrier II, il Tu-95 Bear, l'AH-64 Apache Longbow, l'MQ-99 e l'MQ-101 (droni ed entrambi fittizi), l'E-767 e il C-17A Globemaster.

Inoltre appare anche l'F-104 Starfighter, al suo debutto nella serie Ace Combat. Da notare come i ruoli degli aerei non siano proprio assoluti in quanto alcuni possono portare armi per ruoli differenti (es. missili aria aria su aerei da attacco a terra).
Gli aerei scaricabili sono:
Aerei scaricabili con DLC singoli a essi dedicati (per tutti gli altri è possibile acquistarli singolarmente o con dei DLC "bundle").
- F-4E Phantom II: Iconico aereo americano della guerra fredda, presente in molti titoli di Ace Combat fin dal primo capitolo. È un aereo di fascia bassa non molto prestante. Può usare bombe non guidate UGB, missili aria terra a lungo raggio LAGM o missili di prossimità SASM. Si poteva sbloccare anche preordinando il gioco.

- ADF-11F Raven: Un grosso caccia aria aria con un laser PLSL al posto della mitragliatrice. Può lanciare due droni autonomi che inseguono e sparano laser al bersaglio agganciato (o in alternativa missili QAAM molto agili oppure usare un laser TLS fisso). È un nuovo velivolo introdotto con Ace Combat 7. I due aerei nemici nella missione 20 sono di questo tipo.

- ADF-01 Falken: Caccia aria-aria già incontrato in Ace Combat 2 e Ace Combat 5. Molto veloce e maneggevole, può usare un laser TLS che si ricarica anche durante il fuoco, riducendone il tempo effettivo tra una scarica e l'altra, bombe al napalm molto potenti (FAEB) oppure 4 missili aria-aria 4AAM. Non possiede un parabrezza in quanto il pilota vede fuori tramite delle microcamere che proiettano all'interno l'ambiente circostante (sistema COFFIN). Se si usa il TLS, il muso si apre per esporre l'arma.

- ADFX-01 Morgan: Caccia multiruolo inizialmente apparso in Ace Combat Zero: The Belkan War. Può montare un pod laser esterno, dei potenti missili multiscoppio MPBM o delle contromisure elettroniche IEWS che potenziano i missili alleati e depotenziano quelli nemici nel raggio d'azione.

Aerei compresi nel DLC "Original Aircrafts Series Set"
- ASF-X Shinden II: Caccia multiruolo apparso in Ace Combat: Assault Horizon. I timoni posteriori e le punte delle ali cambiano posizione in base alla velocità. Può usare 6 missili aria-aria, missili anti nave o razzi non guidati.
- XFA-27: Caccia multiruolo originario di Ace Combat 2. Ha ali a geometria variabile e 4 timoni posteriori. Ha il parabrezza e delle microcamere esterne simili a quelle del Falken ma sono limitate alla parte inferiore dell'abitacolo. Può lanciare bombe plananti, usare contromisure elettroniche simili a quelle dell'ADFX-01 oppure equipaggiare una variante speciale dei missili normali (MSTM), in aggiunta ai missili primari, che possono essere lanciati fino a 4 alla volta (in riferimento ai vecchi giochi dove questo aereo aveva la capacità unica di poter lanciare fino a 4 missili normali alla volta invece di 2).
- CFA-44 Nosferatu: Caccia multiruolo inizialmente incontrato in Ace Combat 6: Fires of Liberation. Molto veloce e maneggevole ma non molto stabile. Puo usare contromisure elettroniche e, come armi uniche, 2 railguns indipendenti (di solito gli aerei ne montano una se disponibile) oppure l'ADMM (3 lanciamissili che possono colpire fino a 12 bersagli in aria e a terra in contemporanea ma hanno una ricarica lenta). CFA sta per Carrier Fighter Aircraft. Nosferatu significa "immortale".

Aerei compresi nel DLC "Experimental Aircrafts Series"
- F-15 S/MTD: Una variante multiruolo dell' F-15 introdotta in Ace Combat 4: Shattered Skies; con due canard anteriori e propulsori a spinta vettoriale, è più veloce e maneggevole delle altre versioni. S/MTD sta per Short Takeoff and Landing/Manuever Technology Demonstrator (Decollo e atterraggio brevi/Dimostratore tecnologico di manovra). Può usare missili HPAA (aria-aria ad alta potenza), HVAA (aria-aria ad alta velocità) oppure FAEB (bombe al napalm).
- F-16XL: Una variante per attacco a terra dell' F-16, già introdotta in Ace Combat 5 con le ali a delta, più veloce, maneggevole e con più capacità di carico. Può portare bombe non guidate, 4 missili aria terra o 4 missili aria-aria.
- FB-22 Strike Raptor: Una variante dell' F-22 per attacchi a terra, anch'essa introdotta in Ace Combat 5 e con le ali a delta. Puo trasportare più armi della sua controparte. Può usare minibombe guidate XSDB, bombe a grappolo SFFS oppure missili a lungo raggio LAAM.

Aerei compresi nel DLC "Cutting-edge Aircrafts Series Set"
- F-2A Super Kai: Variante multiruolo dell' F-2 con prestazioni superiori. Può usare missili antinave, 6 missili aria aria o contromisure elettroniche.
- F/A-18F Super Hornet Block III: Versione multiruolo e migliorata del Super Hornet con accelerazione, velocità e carico di armi superiori. Può usare 4 missili aria-aria, 8 missili aria terra o due missili cruise.

- MiG-35D Super Fulcrum: Variante del MiG-29 con una maggiore superficie alare, resistenza ai danni, velocità e accelerazione. Può usare missili aria-aria semiattivi SAAM, 6 missili aria-aria o 4 missili aria-terra.

Aerei compresi nel DLC "TOP GUN: Maverick Aircraft Set"
- DarkStar: Aereo sperimentale apparso all' inizio del Film TOP GUN: Maverick, è in grado di raggiungere Mach 10 grazie a due motori scramjet anche se in realtà, in gioco la velocità max è circa 6000 kmh (dipende dalle parti usate). Ciononostante è l'aereo più veloce di tutti, in grado di distanziare persino i missili che lo agganciano. Il rovescio della medaglia sono la sua bassa manovrabilità e stabilità, soprattutto ad alte velocità. I finestrini dell'abitacolo sono piuttosto piccoli e non c'è molta visibilità esterna. Come il Raven usa mitragliatrici laser anche se due invece di una. Può usare anche missili con spolette di prossimità SASM, bombe guidate XSDB e laser PLSL.
- F-14A Tomcat: Il precursore del Super Tomcat, reso famoso proprio dal primo film di Top Gun. Nella serie di Ace Combat è apparso fin dal primo capitolo (Air Combat). Può usare missili aria aria a lungo raggio, bombe a grappolo e missili semi attivi.
- F-14A Tomcat-Top Gun: Maverick: È basato sul modello di F-14 apparso nel secondo film di Top Gun, anche per la sua livrea iniziale. Ha prestazioni molto superiori rispetto agli altri F-14. Può usare missili aria aria a lungo raggio, missili ad alta potenza e missili semi attivi.
- F/A-18E Super Hornet: Versione monoposto dell' F/A-18 con missili ad alta capacità HCAA, 4 missili aria terra 4AGM e missili aria terra a lungo raggio LAGM.
- F/A-18E Super Hornet-Top Gun: Maverick: È come il Super Hornet sopracitato eccetto per le prestazioni superiori, armi speciali differenti (al posto dei 4AGM e LAGM usa missili HVAA ad alta velocità e bombe guidate GPB). Tenendo premuto il tasto di cambio armi è possibile sganciare il sebatoio di carburante sotto la fusoliera.
- 5th Generation Fighter-Top Gun: Maverick: Nonostante il nome sia usato anche nel film, è effettivamente un SU-57 (aereo disponibile già nel gioco base) anche se ha prestazioni leggermente inferiori, compensate da un costo max per le parti superiore. La livrea e l'emblema sono basate su quelle degli aerei nemici del film. Può usare 4 missili aria aria, missili ad alta capacità e missili cruise.

## Accoglienza
Il titolo ha ricevuto recensioni prevalentemente positive dalla critica e dal pubblico. Sono state apprezzate in particolare la grafica convincente (grazie anche alla potenza dell'Unreal Engine 4), la colonna sonora e la trama. La componente multigiocatore è stata invece criticata in quanto di molto inferiore a quella del capitolo precedente, Infinity.
| Recensore      | Voto |
| -------------- | ---- |
| IGN            | 8.3  |
| Metacritic     | 80   |
| Multiplayer.it | 8.7  |
| GameSpot       | 8    |
| EverEye.it     | 8    |